# Seznam poslanců Malty (1953–1955)
Seznam poslanců Malty za volební období 1953–1955.
| Jméno                          | Strana | Volební okresek | Poznámky                        |
| ------------------------------ | ------ | --------------- | ------------------------------- |
| Joseph Abela                   | MLP    | 4               |                                 |
| Kalcidon Agius                 | MLP    | 7               |                                 |
| Emanuele Agius                 | PN     | 7               |                                 |
| Emmanuel Attard Bezzina        | MLP    | 3               |                                 |
| Giuseppe Attard Montalto       | PN     | 7               |                                 |
| Agatha Barbara                 | MLP    | 2               |                                 |
| Francis Bezzina Wettinger      | MWP    | 7               |                                 |
| Pawlu Boffa                    | MWP    | 1               |                                 |
| Cikku Bonaci                   | MLP    | 5               |                                 |
| Gaetano Borg Olivier           | PN     | 5               |                                 |
| Giorgio Borg Olivier           | PN     | 1               |                                 |
| George Borg                    | MLP    | 3               |                                 |
| Anglu Camilleri                | MLP    | 8               |                                 |
| Giuseppe M. Camilleri          | PN     | 6               |                                 |
| Tom Caruana Demajo             | PN     | 6               |                                 |
| Carmelo Caruana                | PN     | 3               |                                 |
| Joseph F. Cassar Galea         | PN     | 2               |                                 |
| Guze Cassar                    | MLP    | 3               |                                 |
| Amabile Cauchi                 | PN     | 8               |                                 |
| John Cole                      | MWP    | 3               |                                 |
| Lorenzo Debrincat              | MLP    | 8               |                                 |
| Joseph Ellul Mercer            | MLP    | 5               |                                 |
| Joseph Farrugia                | PN     | 4               |                                 |
| Giovanni Felice                | PN     | 5               |                                 |
| Joseph Flores                  | MLP    | 6               |                                 |
| John (Jackie) Frendo Azzopardi | PN     | 5               |                                 |
| George Galea                   | PN     | 8               | zemřel; nástupce Micallef, John |
| Albert V. Hyzler               | MLP    | 6               |                                 |
| Nestu Laviera                  | MLP    | 2               |                                 |
| Duminku Mintoff                | MLP    | 1               |                                 |
| Paolo Pace                     | PN     | 1               |                                 |
| Antonio Paris                  | PN     | 2               |                                 |
| Daniel Piscopo                 | MLP    | 2               |                                 |
| Mike Pulis                     | MLP    | 7               |                                 |
| Anthony A. Pullicino           | PN     | 4               |                                 |
| Carmelo Refalo                 | PN     | 8               |                                 |
| Philip Saliba                  | PN     | 4               |                                 |
| Joseph Salinos                 | MLP    | 1               |                                 |
| Emanuel C. (Leli) Tabone       | MLP    | 6               |                                 |
| Kalcidon Zammit                | MLP    | 4               |                                 |